# ブロンクス区
ブロンクス区（ブロンクスく、英語: The Bronx、英語発音: [ðə brɑŋks] ）は、アメリカ合衆国ニューヨーク州ニューヨーク市の最北端に位置する行政区。ニューヨーク州のブロンクス郡（Bronx County）の郡域と同規模である。「ブギ・ダウン（Boogie Down）」（または「ブギ・ダウン・ブロンクス」）という別称でも知られる。

## 概要
マンハッタン島からスパイテン・ダイヴィル川、ハーレム川運河、ハーレム川を隔てて北東にある。ニューヨーク市の5つの行政区の中で唯一島ではなく、北アメリカ大陸本土に属する。人口は約147万人。区名は1641年に入植したオランダ人、「ヨナス・ブロンクス (Jonas Bronck)」の名に由来する。地名に定冠詞「The」がつけられる。
第一次世界大戦後に急速に開発が進み、地下鉄の延伸が多くの移民の移住を促進した。移民の主なものはアイルランド人、イタリア人、とりわけユダヤ人であり、一時期はユダヤ人区として知られた。禁酒法時代にはアイルランドとイタリアからの移民を中心とする密売人とギャングが横行し、ブロンクスはその高い犯罪率と多くのもぐり酒場で有名となった。その後多くの移民はより良い生活環境を求めて徐々に他に転出、減少した後を埋めたのが、主にプエルトリコとドミニカ共和国からの移民で構成されるヒスパニックと黒人であった。1970年代と1980年代に第一次世界大戦後の住宅ブームで開発された地域を中心に劣化が進み、サウス・ブロンクス地区を中心に犯罪率が高くなったが、並行していた再開発が進んだことなどにより住宅地区として回復してきている。
ニューヨーク・ヤンキースのホームグラウンドであるヤンキー・スタジアム、ブロンクス動物園がある。 また、ヒップホップ、ブレイクダンスが誕生した地であり、ブロンクス区に対してヒップホップのスラングより「ブギ・ダウン」という呼称が生まれている。